# Saekano: How to Raise a Boring Girlfriend
Saenai Heroine no Sodatekata (яп. 冴えない彼女（ヒロイン）の育てかた Саэнай Хироин но Содатэката, «Как воспитать героиню из обычной девушки») или сокращённо Saekano (яп. 冴えカノ) — серия ранобэ Фумиаки Маруто, иллюстрированная Курэхито Мисаки. На основе ранобэ была создана манга-адаптация и несколько спин-оффов. Первый сезон аниме-адаптации студии A-1 Pictures транслировался на Fuji TV в программном блоке noitaminA с января по март 2015 года. Второй сезон аниме транслировался с апреля по июнь 2017 года.
Название серии в иероглифическом написании можно дословно перевести как «Как воспитать обычную девушку», однако слову «девушка» (яп. 彼女 Канодзё) при помощи фуриганы было дано чтение «героиня» (яп. ヒロイン Хироин).

## Сюжет
Томоя Аки, ученик старшей школы, подрабатывающий для возможности поддерживать свой образ жизни отаку (аниме, ранобэ, симуляторы свиданий и сувенирная продукция), однажды на весенних каникулах встречает красивую девушку. Только лишь спустя месяцы он узнаёт, что той девушкой была его неприметная и скромная одноклассница Мэгуми, на которую редко кто обращает внимание, включая Томою. Томоя очарован и загорается идеей создать игру, где главной героиней стала бы Мэгуми, чтобы донести её красоту до людей. Так как собственных умений ему для этого недостаёт, он организует команду, куда приглашает знакомых девушек — художницу Эрири и сценариста Утаху. Несмотря на некоторые разногласия, команда под названием «Blessing Software» начинает разработку игры, которая должна потрясти аниме-индустрию на зимнем Комикете.

## Персонажи

### Основные
Томоя Аки (яп. 安芸 倫也 Аки Томоя) — главный герой, учащийся класса 2B академии Тоёгасаки. Является убеждённым отаку, увлечён чтением манги и ранобэ, просмотром аниме и игрой в дэйт-симы. Ничуть не смущается своих увлечений, а наоборот заявляет о них с гордостью. Стал самым известным отаку в школе, после того, как стал вести свой блог, где делал обзоры на различные произведения аниме-индустрии. Впоследствии блог стал популярен настолько, что мнение Томои стало влиять на продажи аниме и манги.
Является отаку с самого детства, что и определило его круг друзей. Таким образом он познакомился с Эрири и Иори. Позже стал фанатом Утахи. Является продюсером, директором и программистом Blessing Software, мечтая создать лучший симулятор свиданий в истории. Также является продюсером музыкальной группы Icy Tail, в которой выступает его двоюродная сестра.
Сэйю: Ёсицугу Мацуока
Мэгуми Като (яп. 加藤 恵 Като: Мэгуми) — одноклассница Томои. Тихая, неприметная девушка. Плохо умеет выражать свои эмоции. По мнению Томои, обладает неким скрытым обаянием, однако совершенно обычной внешностью. Становится прототипом для главной героини игры, разрабатываемой группой Blessing Software. Раньше была далека от культуры отаку, но в ходе работы над игрой втянулась. Поначалу исполняла только роль модели для Эрири, но позже немного освоила программирование и начала помогать с написанием скриптов для игры.
Сэйю: Киёно Ясуно
Эрири Савамура-Спенсер (яп. 澤村・スペンサー・英梨々 Савамура Супэнса: Эрири) — подруга детства Томои, учащаяся класса 2G. Блондинка, из богатой семьи, дочка японки и англичанина, из-за чего имеет двойную фамилию. Является отличной художницей, популярна в школе и имеет репутацию изысканной леди. Скрывает свою принадлежность к отаку, увлекается визуальными романами. Также занимается созданием эротических додзинси под псевдонимом Эри Касиваги (яп. 柏木 エリ Касиваги Эри). Так как является несовершеннолетней, то реализацией её работ на Комикете занимаются родители. Была приглашена Томоей на роль главного иллюстратора игры. Сам же Томоя описывает Эрири как девушку удивительной красоты с жестокой, садистской и вспыльчивой натурой. Характер почти полностью соответствует архетипу цундэрэ.
Сэйю: Саори Ониси
Утаха Касумигаока (яп. 霞ヶ丘 詩羽 Касумигаока Утаха) — учащаяся класса 3C, является автором новеллы Koisuru Metronome под псевдонимом Утако Касуми (яп. 霞 詩子 Касуми Утако). Новелла быстро стала бестселлером и разошлась тиражом более 500 тысяч экземпляров. Познакомившись с Томоей, Утаха стала прислушиваться к его мнению, так как он был одним из самых преданных, но при этом самых требовательных её фанатов. В конце концов это закончилось тем, что Утаха предложила Томое прочитать её новеллу до издания, с целью исправить сюжетные моменты, не понравившиеся ему. Томоя отказался, не желая влиять на мнение Утахи. С тех пор Утаха называет Томою не иначе как Ринри (яп. 倫理, «мораль»). Будучи приглашённой в команду для создания игры, занимается написанием сценария.
Сэйю: Ай Каяно
Митиру Хёдо (яп. 氷堂 美智留 Хё:до: Митиру) — двоюродная сестра Томои. Разносторонняя личность, которой легко даются начинания во многих областях, однако не способна длительное время заниматься одним и тем же. Является солисткой музыкальной группы Icy Tail, к которой присоединилась послушав их репертуар. Всегда упрекала своего брата в пристрастии к культуре отаку, считая это ребячеством и пустой тратой времени, поэтому отклонила первое приглашении Томои присоединиться к созданию игры в качестве композитора. Наоборот, она предложила Томое прекратить свою разработку и стать менеджером Icy Tail. Однако Томоя узнаёт, что эта музыкальная группа на самом деле исполняет каверы на песни из аниме, но не рассказывали раньше об этом Митиру. А название группы Icy Tail (яп. アイシテイル Айси Тэйру) взято из-за созвучности выражению «я тебя люблю» (яп. 愛している Ай Ситэ Иру). Митиру, узнав, что её любимая музыка взята из аниме, соглашается присоединиться к Blessing Software.
Сэйю: Саюри Яхаги

### Второстепенные
Идзуми Хасима (яп. 波島 出海 Хасима Идзуми) — учащаяся класса 3A средней школы Хонода, на 2 года младше Томои. Является участницей додзинси-группы Fancy Wave. Стала отаку под влиянием Томои, за что ему благодарна. Является хорошим художником, на что во время летнего Комикета обращает внимание Томоя и помогает в продаже её произведения. Впоследствии это становится началом соперничества Идзуми и Эрири.
Сэйю: Тинацу Акасаки
Иори Хасима (яп. 波島 伊織 Хасима Иори) — старший брат Идзуми, бывший школьный друг Томои. Был раньше таким же отаку, однако занимался этим не ради развлечения, а для того, чтобы стать известным. Из-за этого и поссорился с Томоей, а когда вступил в известную додзинси-группу Rouge en rogue, стал его конкурентом.
Сэйю: Тэцуя Какихара
Кэйити Като (яп. 加藤 圭一 Като: Кэйити) — двоюродный брат Мэгуми, студент медицинской академии Дзёхоку, которого Томоя вначале ошибочно принял за её парня.
Сэйю: Сома Сайто

## Медиа-издания

### Ранобэ
Ранобэ Фумиаки Маруто публикуется издательством Fujimi Shobo под импринтом Fujimi Fantasia Bunko с 20 июля 2012 года. К октябрю 2017 года выпущено 13 томов и 2 специальных выпуска.

### Манга
Манга-адаптация с иллюстрациями Такэси Морики впервые была опубликована 9 января 2013 года издательством Fujimi Shobo в журнале Monthly Dragon Age. Всего к ноябрю 2016 года выпущено 8 томов.
Спин-офф манга под названием Egoistic-Lily с иллюстрациями Niito начала выходить 4 февраля 2013 года в журнале Young Ace издательства Kadokawa Shoten. Всего выпущено 3 тома. Манга основана на работе Эрири Савамуры-Спенсер — персонажа основной серии.
Другая спин-офф манга под названием Koisuru Metronome начала публиковаться с 24 августа 2013 года в журнале Big Gangan издательства Square Enix. Иллюстратор — Сабу Муся. Эта манга также основана на работе персонажа основной серии — Утахи Касумигаоки.

### Аниме
13-серийный сериал режиссёра Канты Камэя создан на студии A-1 Pictures и транслировался на канале Fuji TV в программном блоке noitaminA с 8 января по 26 марта 2015 года.

#### Список серий
| Зрительский рейтинг | Зрительский рейтинг | Зрительский рейтинг |
| (на 1 мая 2015 г.)  | (на 1 мая 2015 г.)  | (на 1 мая 2015 г.)  |
| ------------------- | ------------------- | ------------------- |
| Сайт                | Оценка              | Голосов             |
| Anime News Network  | · ссылка            | 196                 |
| AniDB               | · ссылка            | 537                 |

| № серии | Название                                                                                          | Трансляция в Японии  |
| ------- | ------------------------------------------------------------------------------------------------- | -------------------- |
| 0       | Фансервис любви и молодости «Ай то сэйсюн но са:бису кай» (愛と青春のサービス回)                  | 8 января 2015 года   |
| 1       | Пролог полный ошибок «Матигайдаракэ но пуроро:гу» (間違いだらけのプロローグ)                      | 15 января 2015 года  |
| 2       | Девушка, не поднявшая флаг «Фурагу но татанай канодзё» (フラグの立たない彼女)                     | 22 января 2015 года  |
| 3       | Повторение кульминации «Кураймаккусу ва ритэйку дэ» (クライマックスはリテイクで)                  | 29 января 2015 года  |
| 4       | Бюджет, сроки и новая разработка «Ёсан то но:ки то син тэнкай» (予算と納期と新展開)               | 5 февраля 2015 года  |
| 5       | Свидание пересекающихся путей «Сурэтигай но дэ:то ибэнто» (すれ違いのデートイベント)              | 12 февраля 2015 года |
| 6       | Ночь решений для двоих «Футари но ёру но сэнтакуси» (二人の夜の選択肢)                            | 19 февраля 2015 года |
| 7       | Враг, друг или новый персонаж? «Тэки ка миката ка син кяра ка» (敵か味方か新キャラか)             | 26 февраля 2015 года |
| 8       | Вспоминая старые травмы «Атэума тораума кайсо: мо:до» (当て馬トラウマ回想モード)                  | 5 марта 2015 года    |
| 9       | Интимный рут через восемь лет «Хати нэн бури но кобэцу ру:то» (八年ぶりの個別ルート)              | 12 марта 2015 года   |
| 10      | Мелодия воспоминаний и поддержки «Омойдэ то тэкоирэ но мэроди» (思い出とテコ入れのメロディ)       | 19 марта 2015 года   |
| 11      | Готовы развивать сюжетные линии «Фукусэн кайсю: дзюмби ёси» (伏線回収準備よし)                    | 26 марта 2015 года   |
| 12      | Взлёты и падения в конце каждого дня «Харан то гэкидо: но нитидзё: эндо» (波乱と激動の日常エンド) | 26 марта 2015 года   |

#### Музыкальное сопровождение
Опенинг
- «Kimi Iro Signal» (яп. 君色シグナル Кими Иро Сигунару)

Исполнитель: Луна Харуна
Эндинг
- «Colorful.» (яп. カラフル。 Карафуру)

Исполнитель: Мику Саваи